# The Rise and Fall of The Smiths
The Rise and Fall of The Smiths è un documentario televisivo sulla band inglese The Smiths, andato in onda su BBC Two, il 22 gennaio 1999 e poi ritrasmesso, una seconda volta, l'8 agosto 2001.
Questo titolo fa parte di una serie di documentari, prodotti dalla BBC, sulle icone musicali degli anni Ottanta, dal titolo Young Guns Go For It. Nella puntata dedicata agli Smiths si racconta la loro storia a partire dagli inizi della band a Manchester con interviste a Johnny Marr, Mike Joyce, Andy Rourke e anche vecchi filmati di interviste con Morrissey.